# アイントホーフェン
アイントホーフェン（オランダ語: Eindhoven [ˈɛintɦoːvə(n)] ( 音声ファイル)）は、オランダの北ブラバント州にある基礎自治体（ヘメーンテ）で、ドメル川沿いにある南部を代表する工業都市である。オランダ第5位の人口を擁する都市で、周辺の自治体を含むアイントホーフェン都市圏の人口は70万人に達する（2015年時点）。
世界的に知られる電機メーカーのフィリップス社や、トラックメーカーのDAFトラックスが本社を置いている。
日本語においてはエイントホーフェンとも記載される。

## 歴史
1232年、ブラバント公ヘンドリック（アンリ）1世より都市権を得た。簡単な市壁に守られた町には、約170軒の住宅があった。市壁の外には小さな城も建てられていた。この町が発展した理由の一つに、ここがホラントとリェージュを結ぶ交易路の途中に位置していたことが挙げられる。1388年にはより強固な市壁が造られ、1413年から1420年にかけて市壁の内側に新たに城が造られた。1486年にはヘルダーラントの軍勢に略奪され放火された。1502年にはより強固な市壁と城の再建が完了したが、1543年には再び侵略を許している。これはこの都市の財政窮乏が防御施設の手抜き工事を生んだからであると言われている。1554年には大火災が街を襲い、市街の75%が破壊されたが、オラニエ公ウィレム1世のもとでまもなく再建された。
1568年から1648年にかけての八十年戦争の時には、何度もスペイン側に寝返ったが、スペイン側の反乱軍に焼き討ちをされ、最終的には1583年にスペイン軍に市壁を完全に破壊されるに至った。その後、アイントホーフェンは1629年までネーデルラント連邦共和国には加わらなかった。バタヴィア革命時にはフランス勢力に町が再び破壊され、19世紀に産業革命が起こるまで地方の小さな町に甘んじていた。産業革命期には道路・鉄道・運河が建設され各地との交通状況が劇的に改善されるとともに、電球ソケット製造業者として1891年に創業したフィリップスがこの街に電器器具製造拠点を設けたことが街を急速に発展させた。
20世紀初頭にはトラックを始めとする自動車製造業も盛んになり、DAFトラックもこの街で創業した。このころ、旧来からのタバコ産業や繊維産業は電機産業に業態転換していった。しかし、第二次世界大戦（オイスター作戦）によって街のほとんどが一旦破壊された。そのため、歴史的建造物はこの際に失われている。戦後復興を果たし、現在へと至っている。
2021年1月23日、新型コロナウイルスの感染拡大を抑止するためにオランダ全土で外出禁止令が施行。これに反対するデモが各地で発生したが、中でもアイントホーフェンでは数百人の群衆と警察が対峙して騒然となり30人以上が逮捕された。市内では自動車が放火されたほか、アイントホーフェン中央駅の店舗が略奪された。

## 地区
アイントホーフェン基礎自治体には次の地区（stadsdeel）がある。
- 1. Centrum
- 2. Woensel-Noord
- 3. Woensel-Zuid
- 4. Tongelre
- 5. Stratum
- 6. Gestel
- 7. Strijp

## 交通
アイントホーフェン駅はオランダ鉄道の幹線の結節点であり、アムステルダム・ユトレヒト方面、マーストリヒト方面、ハーグ・ロッテルダム・ブレダ方面、フェンロー方面へ向かう列車が停車する。主要な直通列車の所要時間は、アムステルダム中央駅より1時間18分（30分に1本）、スキポール空港駅より1時間24分（30分に1本）、ユトレヒト中央駅より49分（15分に1本）、マーストリヒト駅より63分（30分に1本）である。
アイントホーフェン駅北口には、路線バスのバスターミナルがあり、ニューネンなど近郊の街への玄関口となっている。さらに、その300m程北東 (アイントホーフェン工科大学の西側、ジョン・F・ケネディラーン沿い)には、高速バスの停留所があり、DBやFlixBus、ユーロラインズなどがアントワープ方面（ベルギーの各都市、ロンドン、パリなど）やデュッセルドルフ方面（ドイツの各都市）へ向かう高速バスを運行している。
市の中心から約8kmのところに軍民共用のアイントホーフェン空港があり、ライアンエアーやトランサヴィア、ウィズエアーなどの格安航空会社が、EU加盟国の国々やモロッコの都市、地中海やエーゲ海のリゾート地などに就航している。アイントホーフェン駅北口のバスターミナルとアイントホーフェン空港は路線バスで結ばれ、所要時間は20分～25分程度である。空港からはアムステルダム行きのシャトルバスも運行されている。

## スポーツ

### サッカー
アイントホーフェンではサッカーが最も人気のスポーツであり、エールディヴィジに所属するPSVアイントホーフェンはオランダ国内を代表する名門クラブとして知られる。リーグ優勝は20回以上達成しており、スーパーカップのヨハン・クライフ・スハールでは最多優勝を誇る。
なお、2部リーグにはFCアイントホーフェンという別のクラブも存在している。1936-37シーズンにKNVBカップを獲得した以外には、目立った成績は収めていない。

## 姉妹都市
- 日本 - 門真市
- 中華民国 - 台南市

## 著名な出身者
- ピーター・アーツ - キックボクサー
- フィリップ・コクー - サッカー指導者
- コーディ・ガクポ - サッカー選手